# 크리스 해처
크리스 해처(Chris Hatcher, 1969년 1월 7일 ~ )는 미국의 전 야구 선수다. 1998년 캔자스시티 소속으로 메이저리그에 데뷔해 메이저리그 통산 8경기 15타수 1안타를 기록했다. 다만 트리플A에서는 그 해 홈런왕에 오르는 등 강한 모습을 보였다. 이후 2002년 롯데에 입단했으나 25경기 1홈런 타율 0.162의 저조한 성적을 기록하여 퇴출되었다.

## 같이 보기
- 2002년 롯데 자이언츠 시즌